# Планети земної групи
Планети земної групи (також внутрішні планети) — чотири планети Сонячної системи: Меркурій, Венера, Земля та Марс. За структурою та складом до них можуть бути зараховані й деякі астероїди, наприклад, Веста.

## Основні характеристики
Планети земної групи мають високу густину та складаються переважно з силікатів та металізованого заліза (на відміну від газових гігантів та льодових карликових планет, об'єктів пояса Койпера та хмари Оорта). Найбільша планета земної групи — Земля, більше ніж у 14 разів поступається в масі найменшому газовому гіганту — Урану, але при цьому у 400 разів масивніша найбільшого об'єкта поясу Койпера.
Планети земної групи складаються переважно з кисню, кремнію, заліза, магнію, алюмінію та інших важких елементів.
Всі планети земної групи мають таку будову:
- у центрі планети залізне ядро з невеликою кількістю нікелю.
- мантія складається з силікатів
- кора, яка виникла через часткове плавлення мантії складається також з силікатних порід. З поміж планет земної групи тільки у Меркурія немає кори, оскільки вона була розбита в результаті метеоритних бомбардувань. Земля відрізняється від інших планет групи наявністю великої кількості гранітів у корі.

Дві планети земної групи (Земля та Марс) мають супутники і жодна зі всіх чотирьох планет групи не має кілець.

## Екзопланетиземного типу
Вважається, що виникнення життя є найімовірнішим на планетах земної групи, тому до пошуку таких планет прикута дуже прискіплива увага. Так у грудні 2005 року вчені з Інституту космічних наук (Каліфорнія) повідомили про відкриття схожої до Сонця зірки, біля якої, можливо, формуються скелясті планети.